# 享保改革

八代將軍吉宗公

享保改革是日本江户时代德川幕府第八代将軍德川吉宗统治期间所实行的幕政改革。这一名称来源是吉宗继任八代将軍之位时的年号“享保”，一般认为改革始於享保元年（1716年），但关于结束时间，学界尚未形成统一意见。17世紀末起，日本商品經濟發展導致生活成本增大，依靠俸祿為生的武士階級趨於貧困，甚至幕府和大名也多次出現財政困難。元祿年間（1688－1703），政府不當鑄幣，更致使通貨混亂，物價飛漲。為此德川吉宗決意改革。
享保改革的主要目的是重振幕府财政，对国家进行立足于“农本主义”的政治与经济改革：整頓混亂的貨幣制度，1728年實行通貨緊縮，統一幣制，稳定物价；1722年至1730年連續發佈上米令，設立米市場，稳步提升米价，引入“定免法”检地，鼓励种植油菜籽、芝麻等经济作物，上調貢租率。獎勵造酒，規劃城市政策，對江戶城的防火和空地管理進行了規定，禁止私娼、賭博，設立小石川養生所，安置窮人和孤獨者。
享保改革統制商業，起初抑制商業資本，後轉而利用、統制。1719年宣佈不再受理債務訴訟，要求當事者私行了結，以救濟負債武士，但因武士欠債不還，阻礙商業資本和武士借貸門路，而于1729年收回；1721年曾禁止抵押地死契，但又在1737年重新允許；禁止商人成立株仲間（同行公會），但在1721年主動推動成立同業公會，改抑制為統制。
此外，在政治方面，德川吉宗整頓幕府機構，健全法制，于1721年將勘定所分為管理財政的勝手方和處理民事訴訟的公事方，設置目安箱供自由投書；下令翻譯儒學條文《六諭衍義》，推行儒學教育。1723年，推行職俸制，對俸祿低但職位高者進行補貼，推行“足高制”为幕政招徕更多贤才；1742年編撰江戶幕府首部法典《公事方御定書》。引進西方科學技術，1720年放寬洋書禁令，奠定蘭學研究基礎。
吉宗所推行的一些改革措施在江户时期都尚属首次：改革文教政策，通过对法典的整备改革司法体制，以及对江户町内的治安与社会行政管理进行改革等，内容涉及幕政的多个方面。在江户时代后期，幕府又仿效享保改革，先后进行了宽政改革及天保改革，这三场改革一般也被史学界称作“江户時代三大改革”。